# 屈厄斯蒂·卡利奥

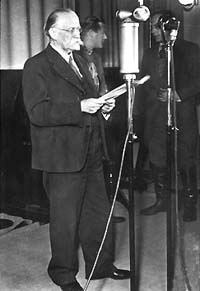
屈厄斯蒂·卡利奥

屈厄斯蒂·卡利奥（芬蘭語：Kyösti Kallio，1873年4月10日上维耶斯卡 - 1940年12月19日赫尔辛基），芬兰政治家，芬兰耕地联盟成员，曾任芬兰总统及四任芬兰总理。
由於長期身體欠佳,而中風進一步導致右臂癱瘓,所以於1940年11月27日，屈厄斯蒂·卡利奥決定辞职，不再擔任芬蘭總統。他计划於1940年12月19日等總統辭職儀式結束後离开首都。當天他來到赫尔辛基中央车站，當時儀仗隊正在演奏愛國曲目,《波里軍團總統進行曲》,歡送卡利奥離開首都，結果卡利奥在儀仗隊面前突發心臟病身亡。